# ملعب إدوارد جونز دوم
ملعب إدوارد جونز دوم: أو قبة ساينت لويس هو ملعب متعدد الأغراض في مدينة سانت لويس، ميزوري و هو ملعب فريق سانت لويس رامس من دوري كرة القدم الأميركية. شيد هذا الملعب لجذب فريق من اتحاد كرة القدم الأميركي مرة أخرى إلى مدينة سانت لويس، ويستعمل كمركز للمؤتمرات. و هو يصل قدرة إستيعابه إلى 70,000 شخص. مستويات الجلوس تشمل: مجموعة فاخرة خاصة مستوى مع 120 مقعد، ومستوى الدرجة الأولى 6400 مقعد. تم الانتهاء من القبة في عام 1995.

## صور من الملعب

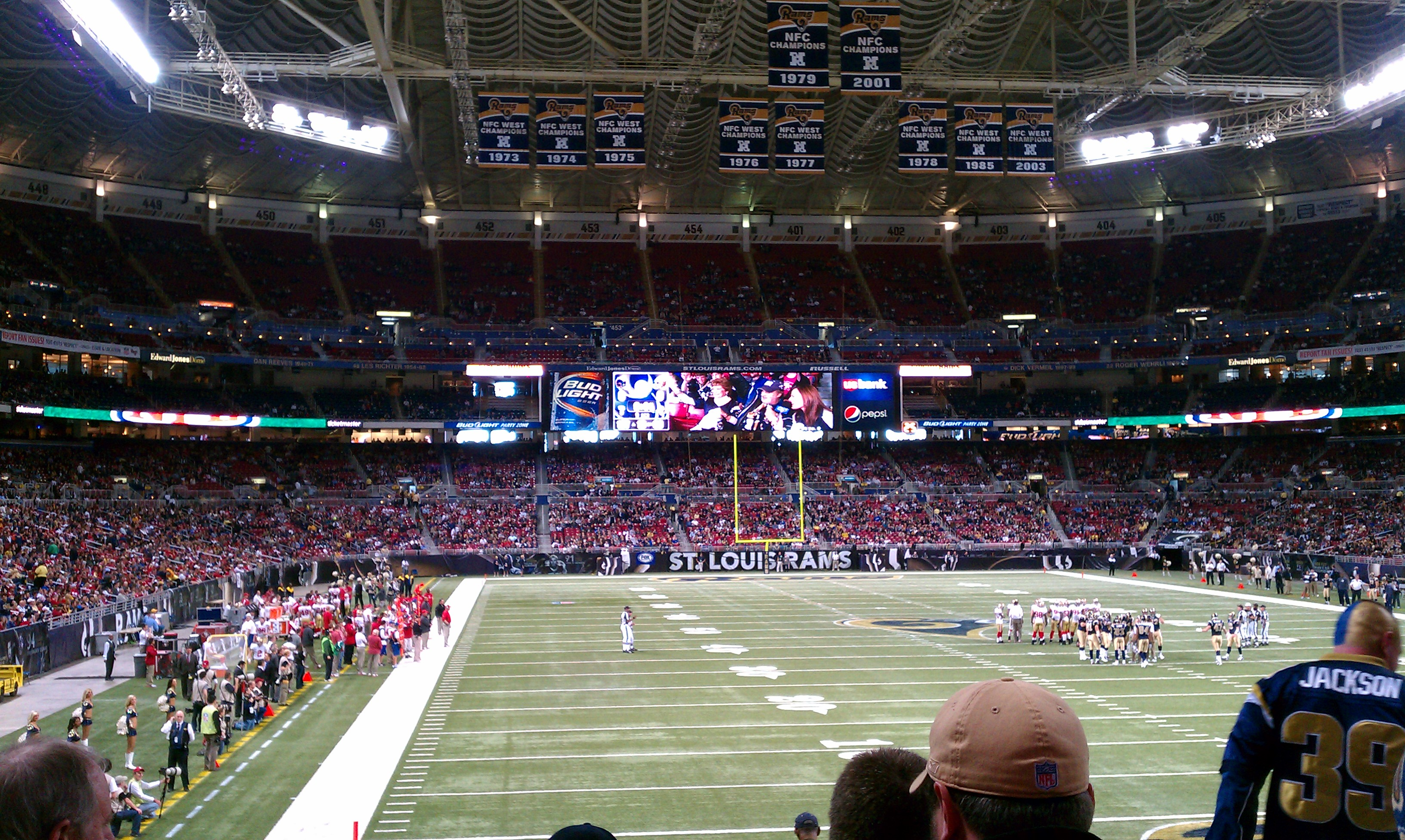
الملعب ممتلئ بجماهير فريق ساينت لويس رامز كما يبدو من الداخل خلال مباراة في دوري كرة القدم الأمريكية.
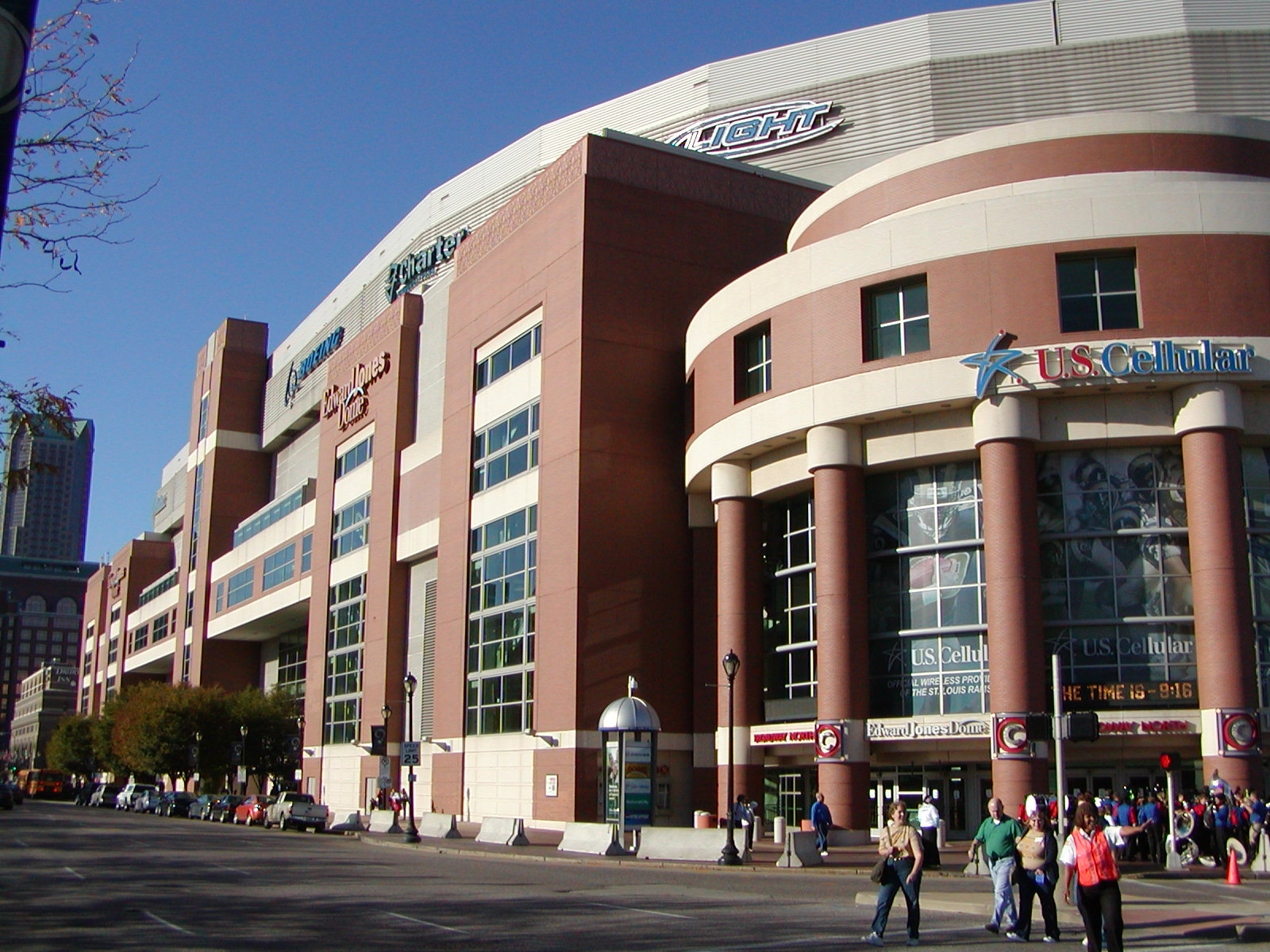
ملعب إدوارد جونز دوم كما يبدو من الشارع المجاور.
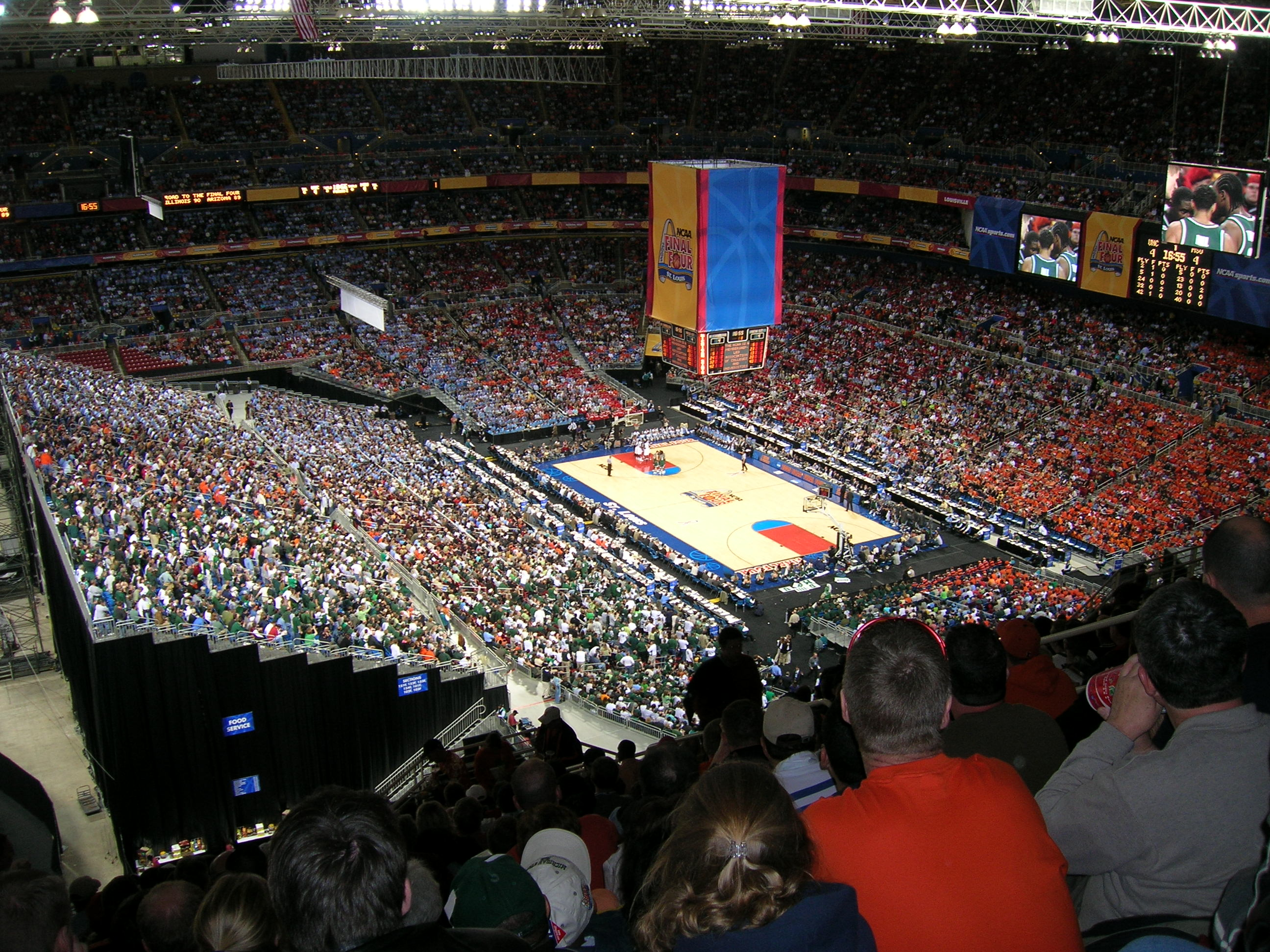
ملعب إدوارد جونز دوم يتتظيف مباراة كرة السلة في بطولة الجامعات الأمريكية سنة 2005.
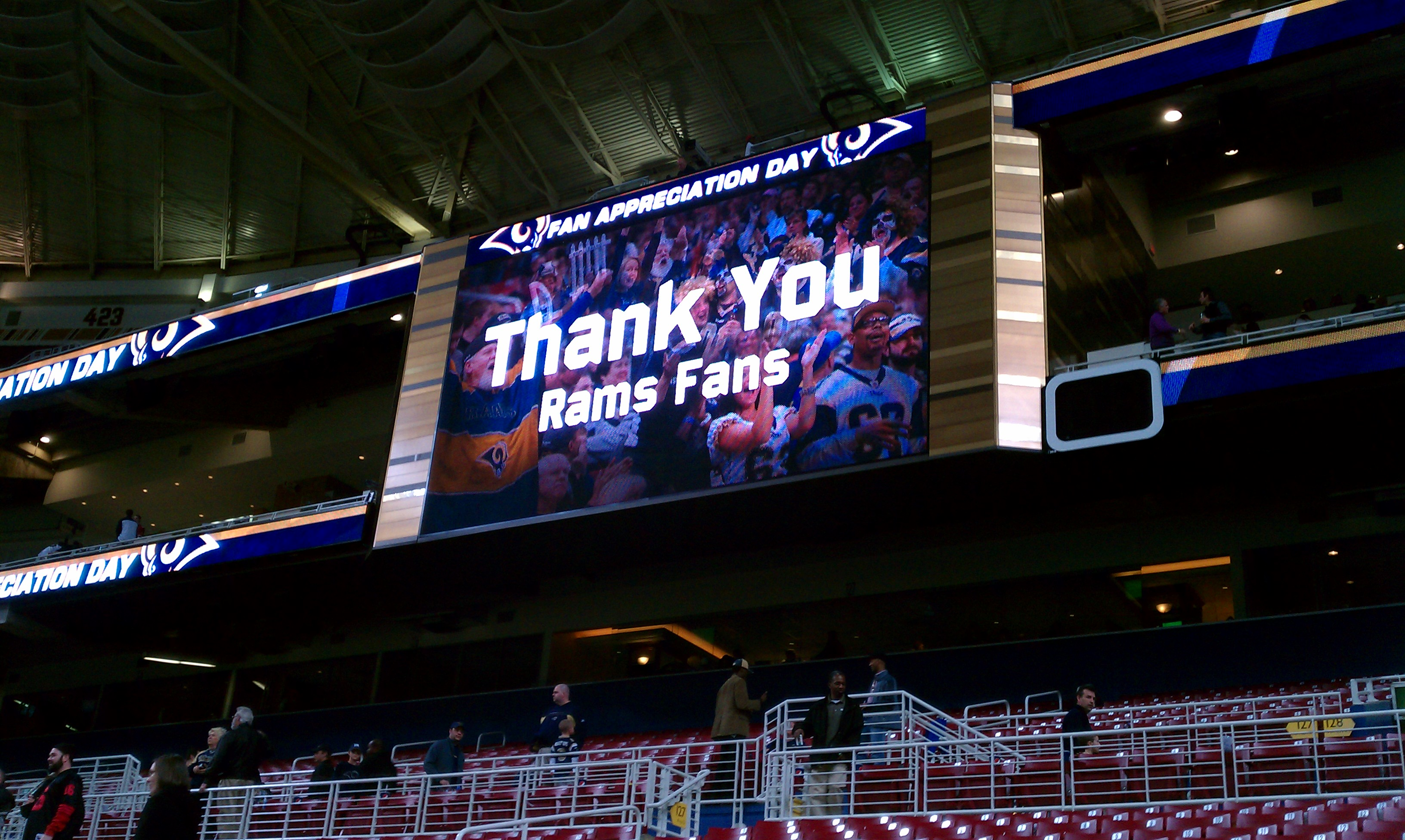
شاشة الملعب تشكر جماهير النادي لقدومهم.
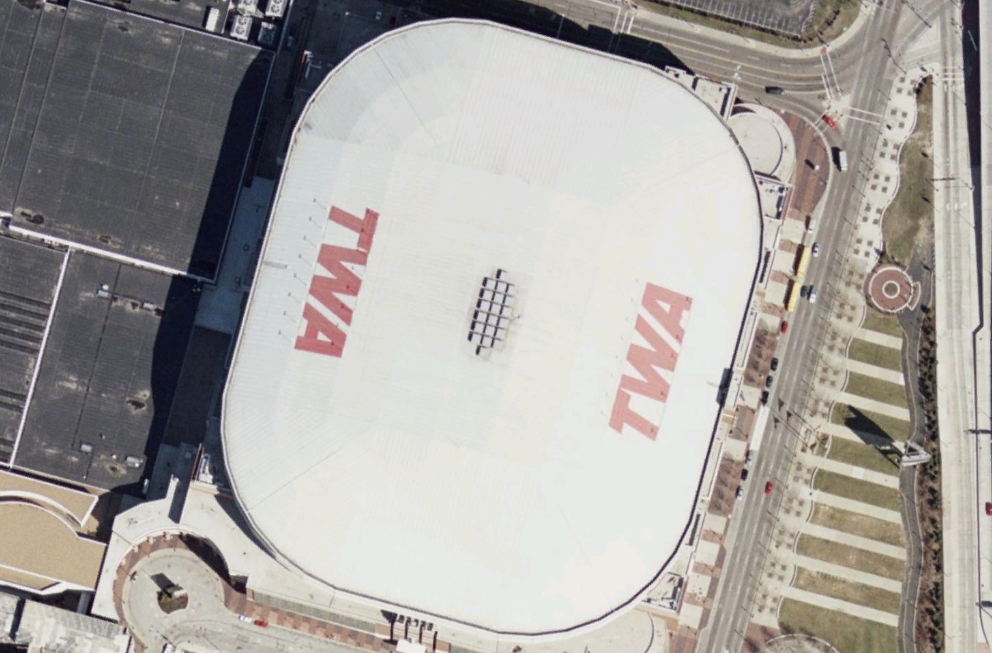
صورة للملعب ملتقطة من الجو.
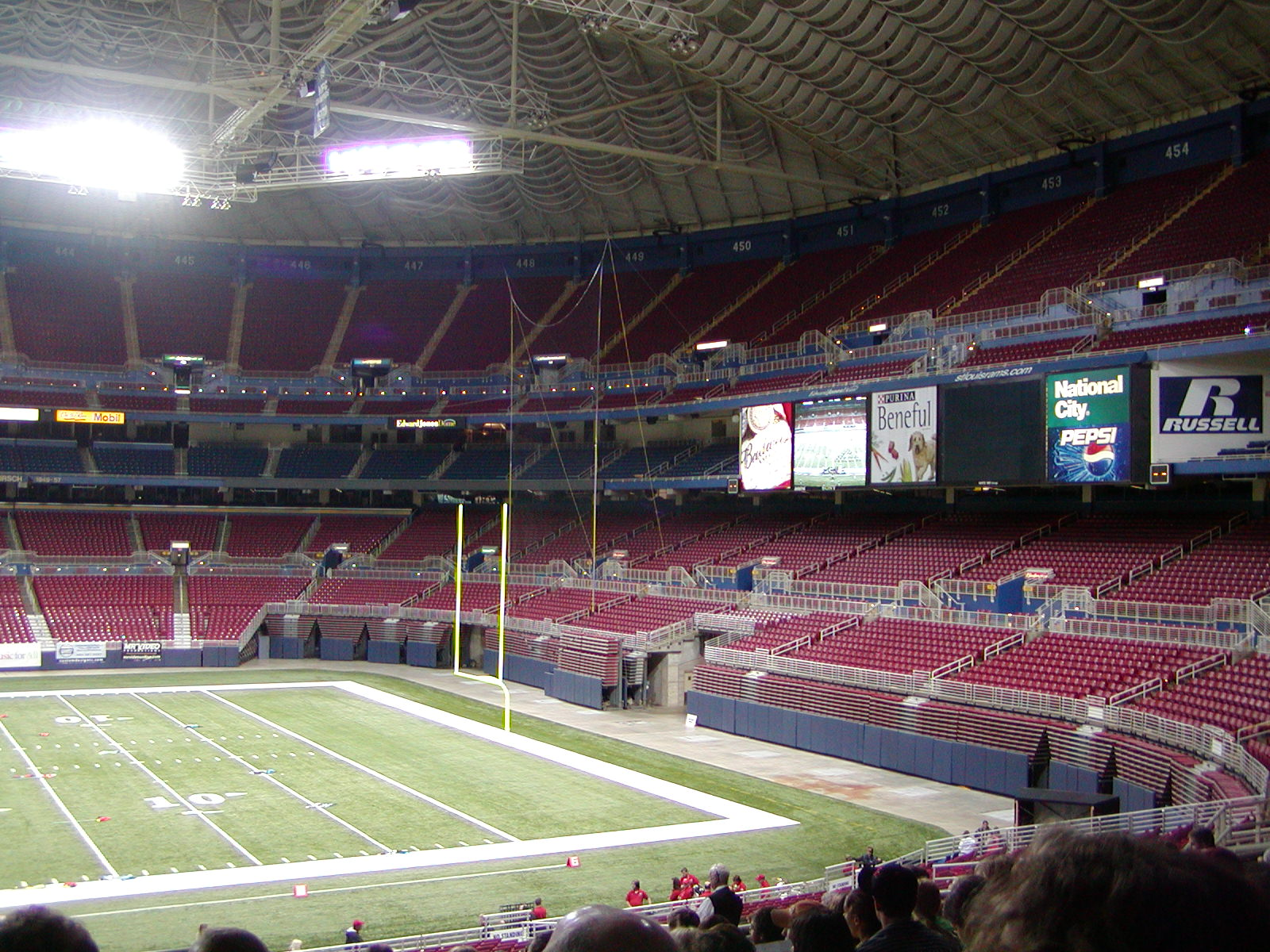
صورة للمعب من الداخل و تظهر فيه.
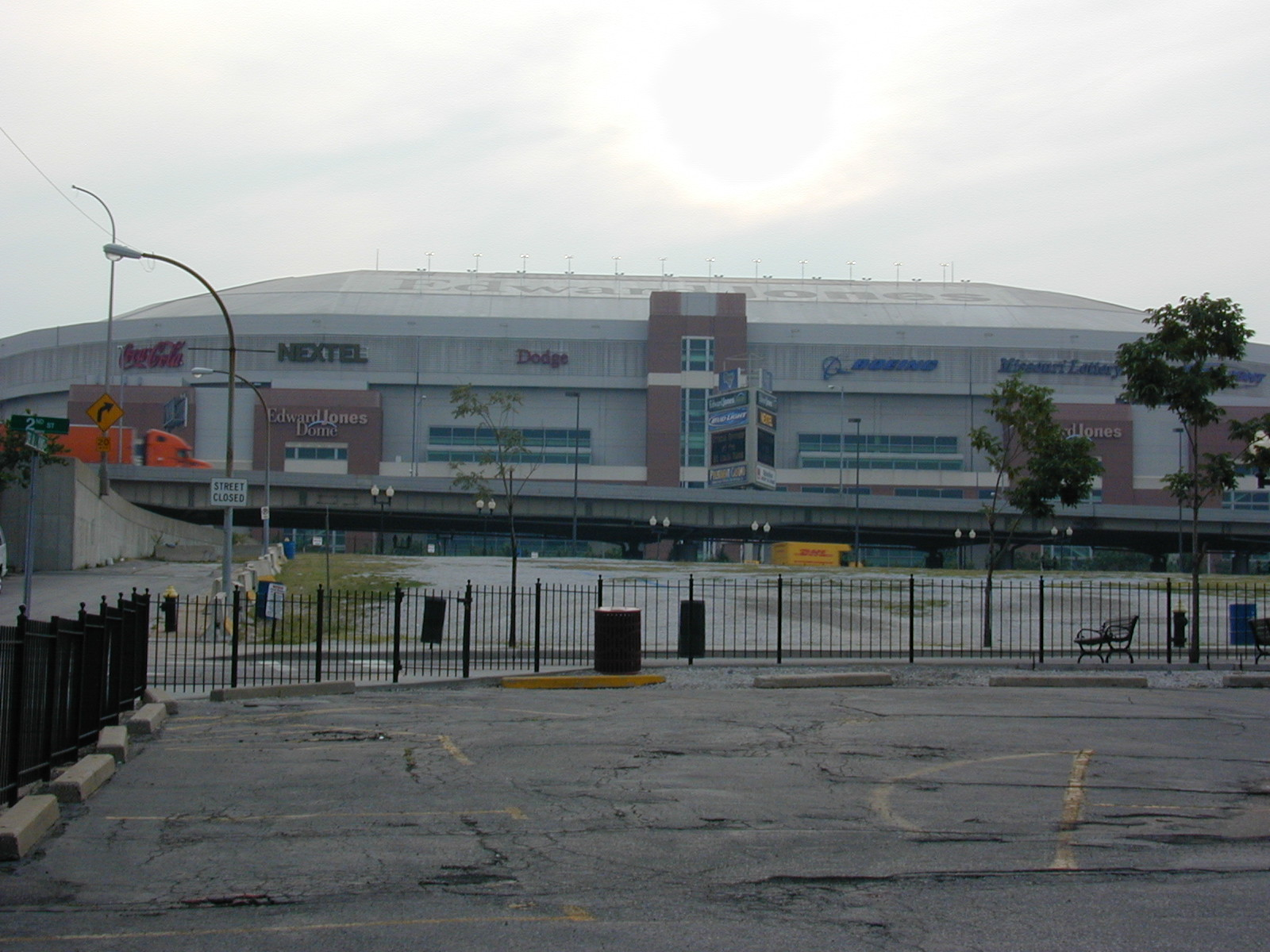
صورة لمدخل الملعب.